# Henry Fynes Clinton
Pour les articles homonymes, voir Clinton.
Henry Fynes Clinton (14 janvier 1781, Gamston dans le Nottinghamshire - 24 octobre 1852), est un chronologiste anglais.
Il se fait recevoir maître es arts à Oxford en 1805, et est député au Parlement de 1806 à 1826. Il publie de 1827 à  Oxford les Fasti Hellenici et les Fasti Romani ouvrages qui font autorité au XIXe siècle. On lui doit aussi un Epitome de la chronologie civile et littéraire de la Grèce jusqu'au siècle d'Auguste.